# Werner Graf von Bassewitz-Levtzow
Werner Graf von Bassewitz-Levtzow (7 de junho de 1894 - 20 de agosto de 1964) foi um oficial alemão que serviu durante a Segunda Guerra Mundial. Foi condecorado com a Cruz de Cavaleiro da Cruz de Ferro.

## Condecorações
| Cruz de Ferro 2ª Classe                                   |
| Cruz de Ferro 1ª Classe                                   |
| Cruz de Cavaleiro da Cruz de Ferro 17 de setembro de 1944 |